# Modlica (Łódź)
Modlica [pronunciación en polaco: /mɔdˈlit͡sa/] es un pueblo en el distrito administrativo de Gmina Tuszyn, dentro del Distrito de Łódź Oriental, Voivodato de Łódź, en Polonia central. Se encuentra aproximadamente 4 kilómetros al noreste de Tuszyn y 18 kilómetros al sur de la capital regional, Łódź.